# Погром в Едвабне
Погро́м в Едва́бне, погро́м в Едва́бно (пол. Pogrom w Jedwabnem, ивр. הטבח בידוובנה‎, идиш יעדוואבנער פאגראם‎) — массовое убийство евреев в оккупированной Германией польской деревне Едвабне во время Второй мировой войны, в июле 1941 года. Долгое время считалось, что погром совершили немецкие каратели, однако теперь известно, что основную массу погромщиков составляли поляки, проживавшие в окрестных районах.

## Погром
10 июля 1941 года толпа разъярённых поляков напала на евреев, включая местного раввина. Большинство евреев были заживо сожжены в овине.

## Расследование
До 2000 года считалось, что это массовое убийство было осуществлено немцами. Однако в 2001 году американский историк Ян Томаш Гросс опубликовал книгу «Sąsiedzi: Historia zagłady żydowskiego miasteczka» («Соседи: История уничтожения еврейского местечка»), в которой показал, что погром был совершён местными жителями без немецкой помощи:

Основные факты выглядят бесспорно. В июле 1941 года большая группа живших в Едвабне поляков приняла участие в жестоком уничтожении почти всех тамошних евреев, которые, кстати сказать, составляли подавляющее большинство жителей местечка. Сначала их убивали поодиночке — палками, камнями, мучили, отрубали головы, оскверняли трупы. Потом, 10 июля, около полутора тысяч оставшихся в живых были загнаны в овин и сожжены живьём.
Некоторые поляки не согласились с такой оценкой событий. Расследование, проведённое с 2000 по 2004 год польским Институтом национальной памяти, закончилось выводами, в основном подтверждающими версию Гросса, кроме числа евреев, погибших от рук поляков, — вместо 1600 погибших было сказано о гибели 340—350 человек. По утверждению прокурора Радослава Игнатьева, не исключено, что «убийства были инспирированы немцами, а сам факт присутствия немецких солдат на месте следует считать равнозначным данному ими согласию на убийство».

Группа еврейских детей с учителями, Едвабне, 1938

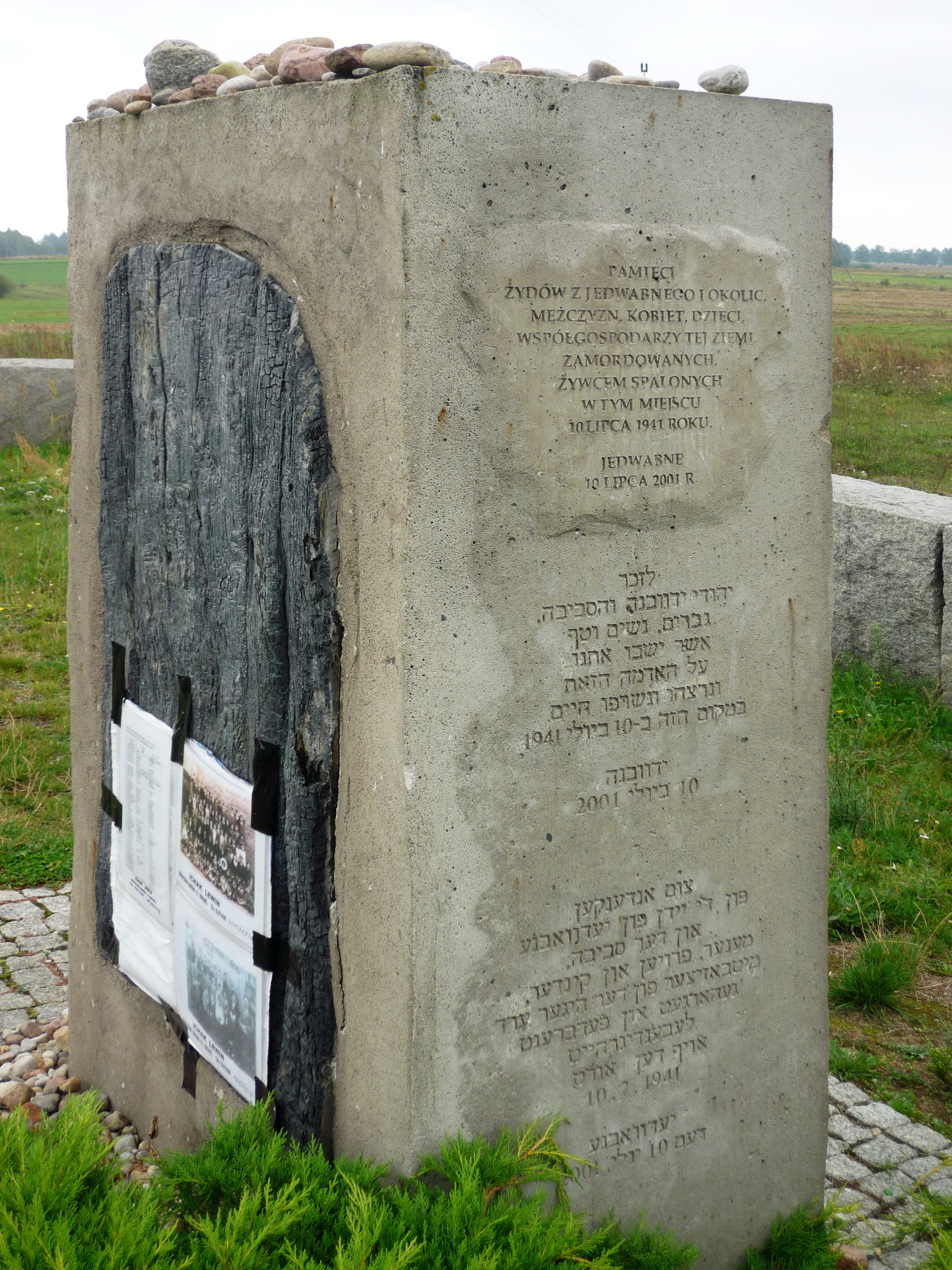
Памятник жертвам погрома в Едвабне

Во время Второй мировой войны поляки совершили военные преступления против своих соседей-евреев как минимум в 24 районах страны. К такому выводу пришла правительственная комиссия, расследовавшая события в Польше, относящиеся к началу Второй мировой войны.

## Реакция на расследование
В 2001 году президент Польши Александр Квасьневский официально принёс извинение еврейскому народу за это преступление.
Тем не менее далеко не все поляки готовы присоединиться к извинениям президента Квасьневского.

## Перезахоронение
10 июля 2013 года на церемонии, посвящённой 72-й годовщине резни в этом польском городке, останки жертв погрома в Едвабне были перезахоронены.

Перезахоронение было организовано польским Институтом национальной памяти и музеем Второй мировой войны. В нём приняли участие главный раввин Польши Михаэль Шудрих, президент Союза еврейских общин Польши Пётр Кадлчик и Ицхак Левин, в детстве чудом избежавший гибели во время резни.

## Погром в Едвабне в искусстве
События в Едвабне легли в основу фильма Владислава Пасиковского «Колоски», герои которого узнают о массовом убийстве евреев в своей родной деревне.
Также события легли в основу пьесы Тадеуша Слободзянека «Одноклассники. История в XIV уроках».